# Rick Aviles
Richard Anthony Aviles, conocido como Rick Aviles (14 de octubre de 1952 - 17 de marzo de 1995) fue un actor y comediante estadounidense recordado por su papel de Willie Lopez en la película Ghost.

## Primeros años
Nació en la ciudad de Nueva York. Su abuela se trasladó de Puerto Rico a Estados Unidos a mediados de la década de 1900 buscando una mejor calidad de vida. Sus padres nacieron en Nueva York. Su padre Mariano Aviles era hijo único de padres puertorriqueños y su madre Carmen Reyes era de ascendencia venezolana. Su madre era una mujer educada que se aseguró de que sus hijos fueran educados cultural y académicamente. Aviles fue el segundo de tres hermanos y era muy apegado a su familia. Vivían en Manhattan, Nueva York, en un barrio duro donde se metía en problemas. Una de sus ventajas era su lado cómico. Sus hermanos Angel Aviles (actriz y productora) y Rod Reyes (comediante y chef) también están relacionados al mundo del entretenimiento.

## Carrera
En los años 1970 y 1980, Aviles trabajó como comediante en vivo en el circuito de clubes de Greenwich Village, Nueva York. En 1981, consiguió el papel de Mad Dog en The Cannonball Run. Continuaría trabajando en catorce producciones más. En 1987, consiguió un pequeño papel como el hombre del mantenimiento en El secreto de mi éxito, protagonizada por Michael J. Fox. Ese mismo año fue anfitrión de It's Showtime at the Apollo, y continuaría como presentador hasta 1991.
En 1990, Aviles consiguió uno de sus más memorables papeles. Interpretó a Willie Lopez, el asesino de Sam, en Ghost. La película fue un aplastante éxito de taquilla y recibió varias nominaciones al Oscar. Además de Aviles, Ghost también contó con las actuaciones de Patrick Swayze, Demi Moore, Whoopi Goldberg y Tony Goldwyn. Ese año también apareció en El padrino III de Francis Ford Coppola, donde fue acreditado como Mask #1. También tuvo papeles en Carlito's Way (1993), protagonizada por Al Pacino; Waterworld (1995), protagonizada por Kevin Costner; Mystery Train (1989), junto a Joe Strummer y Steve Buscemi; e hizo la voz de una cucaracha en Joe's Apartment.
Entre las series en las que trabajó están Mr. & Mrs. Dracula (1980), The Day Women Got Even (1980), The Carol Burnett Show (1991) y The Stand (1994) de Stephen King.

## Muerte
Después de contraer VIH mediante el abuso de heroína, Aviles murió el 17 de marzo de 1995 en Los Ángeles, California, a causa del sida.

## Filmografía
| Cine       | Cine                         | Cine                        | Cine                                              |
| Año        | Película                     | Personaje                   | Observaciones                                     |
| ---------- | ---------------------------- | --------------------------- | ------------------------------------------------- |
| 1981       | The Cannonball Run           | Mad Dog                     |                                                   |
| 1984       | Billions for Boris           | Hector                      |                                                   |
| 1987       | Street Smart                 | Solo                        |                                                   |
| 1987       | The Secret of My Succe$s     | Encargado del mantenimiento |                                                   |
| 1988       | Mondo New York               | Cómico en parque            |                                                   |
| 1988       | Spike of Bensonhurst         | Bandana                     | Conocida también como: The Mafia Kid o Throwback! |
| 1989       | Mystery Train                | Will Robinson               | Segmento: "Lost in Space"                         |
| 1989       | Identity Crisis              | El Toro                     |                                                   |
| 1990       | Ghost                        | Willie Lopez                |                                                   |
| 1990       | El padrino III               | Mask #1                     |                                                   |
| 1990       | Green Card                   | Vincent                     |                                                   |
| 1993       | The Saint of Fort Washington | Rosario                     |                                                   |
| 1993       | Carlito's Way                | Quisqueya                   |                                                   |
| 1995       | Waterworld                   | Gatesman                    |                                                   |
| 1996       | Joe's Apartment              | Cockroach                   | Voz                                               |
| Televisión |                              |                             |                                                   |
| Año        | Título                       | Personaje                   | Observaciones                                     |
| 1980       | Mr. and Mrs. Dracula         | Mario                       |                                                   |
| 1980       | The Day the Women Got Even   | Pancho Diaz                 | Telefilme                                         |
| 1989       | No Place Like Home           | J.J.                        | Telefilme                                         |
| 1991       | Monsters                     |                             | Un capítulo                                       |
| 1991       | The Carol Burnett Show       | Varios personajes           |                                                   |
| 1993       | Moon Over Miami              | Frankie The Rat             | Un capítulo                                       |
| 1994       | The Stand                    | Rat Man                     | Miniserie                                         |